# Bomba centrífuga

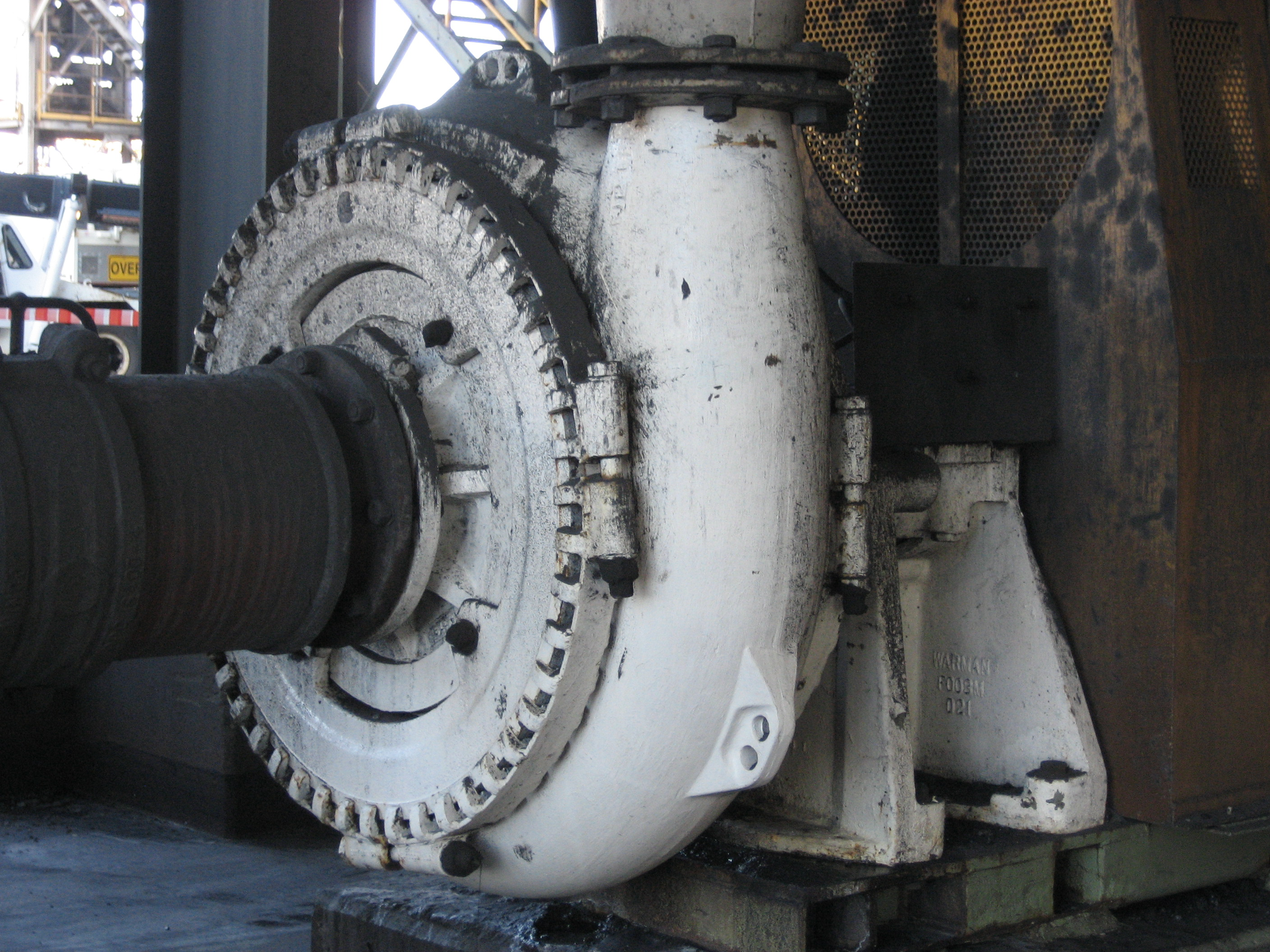
Bomba centrífuga Warman em processo de centrifugação

A bomba centrífuga (também chamada de bomba centrífuga pura ou radial) é uma subclassificação das turbobombas, cuja finalidade é o transporte de fluidos por escoamento. Por se tratar de uma máquina hidráulica geratriz, o trabalho mecânico (ou de eixo) recebido é transformado em energia, que é transferida ao fluido sob a forma de energia de pressão e cinética. O trabalho de eixo normalmente é fornecido por meio de um motor elétrico, enquanto que a transformação de energia acontece no rotor (componente que difere este tipo de máquina dos demais).
Dentre as máquinas geratrizes existentes, as bombas centrífugas constituem as mais conhecidas e utilizadas, seja em processos de abastecimento de água, centrais de vapor, indústria petrolífera, saneamento básico, embarcações, combate a incêndios e até usinas nucleares. Destaca-se ainda que há máquinas hidráulicas com a função correspondente, que é a de transformar a energia hidráulica em trabalho mecânico. Estas são conhecidas como máquinas motrizes, onde destacam-se as turbinas hidráulicas.

## História
As bombas centrífugas foram idealizadas muito antes da invenção dos motores elétricos, utilizando-se à época o vento ou a roda d'água para efetuar o giro do rotor.
Segundo Ladislao Reti, engenheiro químico italiano e historiador da tecnologia e da ciência, que viveu no Brasil, a primeira máquina que poderia ser caracterizada como uma bomba centrífuga para elevação da lama (mais densa que água) foi mencionada por volta de 1475, em um tratado escrito pelo engenheiro italiano Francesco di Giorgio Martini. As verdadeiras bombas centrífugas não foram desenvolvidas senão em fins do século XVII, quando Denis Papin construiu um ventilador centrífugo de pás retas, conhecido como fole de Hesse. Só no início do século XIX inicia-se a fabricação e o uso de bombas centrífugas, notadamente nos Estados Unidos. A dinâmica nas pás (palhetas) do rotor foi introduzida pelo inventor John Appold, em 1851, na Inglaterra.
As bombas centrífugas passaram a ser comuns na Europa e nos Estados Unidos no último quarto do século XIX, quando passaram a ser produzidas por diversos fabricantes.

## Funcionamento

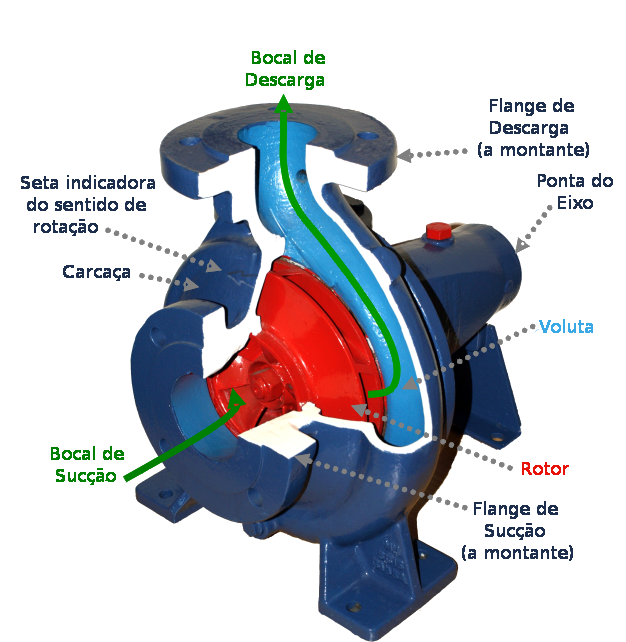
Vista em corte de uma bomba centrífuga

Uma bomba centrífuga trabalha transferindo energia cinética para o fluido e transformando-a em energia potencial, seja esta de posição ou, mais frequentemente, de pressão no bocal de descarga da bomba. Esta ação é realizada empregando os conceitos do Princípio de Bernoulli.
Acionada mecanicamente por um eixo rotativo, a rotação do rotor da bomba transfere energia para o fluido através das palhetas do rotor. O fluido presente na sucção entra no olho do rotor, uma cavidade de diâmetro menor, interna, a partir de onde escoa em direção ao diâmetro externo pelos canais formados entre as palhetas do rotor. O fluido deixa o rotor com considerável velocidade absoluta e uma parcela de energia cinética, que deve ser convertida em energia potencial de pressão. Isto é realizado nas partes não rotativas.
A forma mais frequente de recuperação de energia nas partes não rotativas é uma carcaça com formato espiral, conhecida como voluta, que termina em um bocal de recalque. Uma outra forma usual de dispositivo recuperador de energia é uma série de palhetas estáticas, chamada de difusor. O difusor com palhetas pode ser seguido de um canal de retorno, dirigindo o fluido a outro rotor, ou a um coletor espiral, muito semelhante a uma voluta.
A energia transferida pela bomba centrífuga ao fluido é função do diâmetro do rotor, da rotação de acionamento e do projeto do rotor. Se a descarga requer uma energia ainda mais alta que a fornecida pela bomba ao fluido, não há escoamento: o fluido é somente pressurizado.
Uma bomba centrífuga necessita ser selecionada com vistas a uma determinada aplicação: a simples instalação de uma bomba centrífuga qualquer em uma instalação hidráulica não garante o funcionamento do sistema. A aplicação requer adequação entre a bomba instalada, o sistema de tubulações empregado e do manancial supridor do fluido bombeado.

## Tipos

### Verticais
As bombas centrífugas verticais são, em sua maioria, construídas com eixos na horizontal. Embora bombas com eixo vertical também sejam fabricadas, há uma classe de bombas verticais na qual o rotor fica instalado na extremidade inferior de um eixo prolongado e assim mergulhado no fluido. Esta construção é conveniente quando, por exemplo, deseja-se elevar água de um rio ou lago sem submergir o acionador, geralmente um motor elétrico que não suporta a imersão. Estas bombas verticais são destinadas à instalação em um poço inundado com água e são ditas "bombas verticais de poço úmido".
As bombas verticais de poço úmido são chamadas também de bombas verticais tipo turbina. Num passado mais distante, bombas dotadas de difusores eram designadas bombas tipo turbina. Como as turbinas hidráulicas requerem a presença de pás diretoras para controle, as bombas dotadas de difusores com palhetas fixas eram denominadas bombas tipo turbina.

### Multiestágios
Uma bomba centrífuga que contenha mais de um rotor é uma bomba centrífuga multiestágios. Cada estágio fornece ao fluido uma determinada energia, sendo que estas se adicionam. Havendo necessidade de maior energia - mais pressão - aumenta-se o número de rotores dispostos em série. Os rotores podem estar montados no mesmo eixo ou, mais raramente, em eixos distintos.
Como em todas as bombas, a energia é fornecida pelo acionador: motor elétrico, motor de combustão interna, turbina a vapor, etc..

### Com rotores de dupla sucção
É certamente possível instalar dois rotores em par. Podemos ter casos de duas peças com simetria especular independentes e montadas sobre o mesmo eixo; ou uma peça única, contendo os dois jogos de palhetas simétricas.
As bombas de um estágio com rotores de dupla sucção são frequentemente consideradas equilibradas por simetria, reduzindo os esforços a serem absorvidos nos mancais. Também, devido à divisão do escoamento em duas correntes, apresenta uma redução do NPSH requerido em relação a bombas equivalentes de sucção simples.

## Características

Curvas características de uma bomba centrífuga e de um sistema aberto

Os seguintes parâmetros caracterizam uma bomba centrífuga:
- A vazão bombeada Q;
- A altura manométrica total H;
- A potência absorvida P;
- A eficiência, ou rendimento, η;
- O diâmetro externo do rotor, D;
- A carga positiva na sucção, ou NPSH requerido;
- A velocidade de acionamento n.

### Curvas características de altura manométrica total
Na aplicação de bombas centrífugas, empregamos essencialmente duas curvas características:
- a curva característica da bomba, que representa a energia cedida pela bomba ao fluido em função da vazão bombeada; e
- a curva característica do sistema hidráulico, que representa a energia requerida do fluido pelo sistema hidráulico - composto por desníveis, diferenças de pressão, canais, tubos, válvulas ou registros - em função da vazão que atravessa o sistema.

Nos diagramas à direita, a curva característica da bomba (CCB) é apresentada em azul, enquanto a curva característica do sistema (CCS) é apresentada em vermelho.
Emprega-se curvas características às bombas porque o comportamento das bombas centrífugas é complexo; e geralmente representado sob a forma de uma curva, apresentando a altura manométrica total em função da vazão bombeada. Por vezes, a curva característica da bomba é chamada de curva H-Q. Frequentemente, é apresentada na forma gráfica pelos fabricantes, mas algumas vezes a relação é apresentada sob forma de uma tabela, que nada mais é que uma seleção de pontos sobre a curva característica da bomba.
O comportamento do sistema hidráulico de bombeamento é composto por:
- Desníveis;
- Diferenças de pressão;
- Atrito entre o fluido e o sistema de bombeamento;
- Mudanças de velocidade do fluido.

Este comportamento pode ser representado, da mesma forma, em um diagrama, onde apresentamos a energia requerida do fluido em função da vazão dentro do sistema hidráulico. Fazendo-se isto para diversos valores da vazão bombeada e representando a altura manométrica total requerida em função da vazão, obtemos a curva característica do sistema. Além da denominação curva característica do sistema, é frequente a menção à curva do sistema.
Em um dos diagramas à direita, o deslocamento da curva vermelha do eixo horizontal representa o desnível geométrico, geralmente uma diferença de cotas, que é o objetivo para a instalação de bombeamento vencer. Pode, no entanto, ser uma diferença de pressões a ser vencida pela instalação de bombeamento, como ocorre em uma instalação de alimentação de uma caldeira. O aumento da energia requerida para o fluido passar pelo sistema, à medida que a vazão aumenta, é devido ao atrito entre o fluido e as paredes; ou a mudanças de velocidade ocorridas dentro do sistema.
A vazão e a altura manométrica total na qual a bomba centrífuga e o sistema hidráulico encontram o equilíbrio permanente - enquanto a bomba estiver ligada - é o ponto onde a curva da bomba, em azul, intercepta a curva do sistema (em vermelho). Este ponto é denominado ponto de operação.
Com frequência, os fabricantes publicam curvas impressas, apresentando as curvas H-Q para uns poucos diâmetros do rotor em uma rotação próxima à dos motores elétricos comerciais existentes no mercado. Pode-se empregar qualquer diâmetro entre os valores máximo e mínimo, cobrindo assim uma quantidade maior de aplicações.